# جهانگیر زمانی
جهانگیر زمانی (زادهٔ ۱۳۱۴ در تهران) خوانندهٔ اهل ایران است.

## زندگی هنری
جهانگیر زمانی در سال ۱۳۱۴ در تهران متولد شد. از کودکی به خواندن علاقه‌مند بود و هم‌زمان با ورود به دبیرستان به فراگیری ردیف‌های موسیقی ایران پرداخت. در سال ۱۳۴۰ نزد «محمود کریمی» و «اسماعیل مهرتاش» دوره‌های آواز را سپری نمود و در ادامه نزد «رضازاده» و «احمد پارسی» به تکمیل آموخته‌های خود پرداخت.
او در سال ۱۳۴۷ همکاری خود را با رادیو آغاز نمود و پس از آن به استخدام وزارت فرهنگ و هنر درآمد و به گروه اُپرای تهران در تالار رودکی پیوست. وی نقش‌های متعددی را در اپراهای مختلف اجرا نمود که «اپرای سالومه»، «دختر هوشیار»، و «ایل تابارو» از آن جمله‌اند.
او پس از انقلاب سال ۱۳۵۷ ایران و در زمان جنگ ایران و عراق بیش از ۵۰ اثر با گروه‌های مختلف و ارکستر سمفونیک تهران اجرا نمود و در کنسرت‌های موسیقی ایرانی در کشور ژاپن حضور داشت.
وی در خرداد ۱۳۹۱ به عنوان تکخوان با «گروه کر ۶۰ سالگی» به اجرای برنامه پرداخت. او همچنین در شهریور ۱۳۹۵ در کنسرت گروه موسیقی «مهرورزان» به سرپرستی شاهرخ شیردوست، به عنوان خواننده حضور داشت.
در مهر ۱۳۹۷ در آیین تجلیل از هنرمندان ارکستر سمفونیک حاضر در دوران جنگ ایران و عراق از جهانگیر زمانی به همراه هنرمندان دیگر تجلیل شد.

## آثار هنری
از جمله آثار موسیقی که با صدای جهانگیر زمانی اجرا شده، به موارد زیر می‌توان اشاره نمود:
| نام ترانه                 | آهنگ                         | شعر                | شروع ترانه                                                                                               | دستگاه یا آواز |
| ------------------------- | ---------------------------- | ------------------ | --- | -------------- |
| راه‌گذر                    | سید محمد میرزمانی            | اقبال لاهوری       | انجم به گریبان ریخت این دیدهٔ تر ما را / بیرون ز سپهر انداخت این ذوق نظر ما را                            | همایون         |
| بیا ای عشق انسان‌های آزاده | حسین بهروزی‌نیا               | مهدی کلهر          | بیا ای عشق انسان‌های آزاده / بیارا لشکری پولادگون / از شیرهای جان‌به‌کف، فریادبرلب / مهربرپیشانیان رهرو شب  | ماهور          |
| خجسته باد بهار            | حسین بهروزی‌نیا               | محمود شاهرخی       | بیا که گل به گلستان به صد نگار شکفت / به باغ عقدهٔ سرو از دم بهار شکفت                                    | چهارگاه        |
| بهار جان‌ها                | حسین بهروزی‌نیا               | مولوی              | بهار آمد؛ بهار آمد؛ سلام آورد مستان را / از آن پیغمبر خوبان پیام آورد مستان را                           | دشتی           |
| شب فتنه                   | محمدجلیل عندلیبی             | علی معلم           | دل‌آرایی ای مهر جاوید ما / طرب‌زایی ای صبح امید ما                                                         | بیات اصفهان    |
| تو ای ایزدی‌نور ایمان ما   | رضاقلی ملکی                  | مهرداد اوستا       | تو ای ایزدی‌نور ایمان ما / که نازد به فرّ تو دوران ما                                                      |                |
| زمزمهٔ اشک                 | احمدعلی راغب                 | سپیده کاشانی       | دیر است تا که عشق تو از سر بدر کنیم / در راه عشق پاک تو جان را سپر کنیم                                  | ماهور          |
| سرود زندگی                | ساسان جمالیان                | محمدرضا سهرابی‌نژاد | سحرگاهان که خورشید طلایی / به گیسوی درختان می‌زند چنگ / سرود زندگی خواند برایت / ز روی شاخه‌ها مرغ خوش‌آهنگ | ماهور          |
| کام عطش                   | علی رئیس‌فرشید                | مشفق کاشانی        | تا بر سر سودای تو شوریده‌سری هست / چشم و دل ما را سر سیر و سفری هست                                       | (ترانهٔ پاپ)    |
| دفاع مقدس                 | علی اکبرپور                  | پرویز بیگی         | در زمین، در هوا، در دریا / ارتش، این سدّ پابرجا / ارتش، این بنیان مرصوص / رهرو راه مردان خدا              |                |
| گل و بلبل                 | کامبیز رحیمی / فریدون دادمهر | محمود دست‌پیش       | | (ترانهٔ ترکی)   |
| لاله و نسرین              | فریدون خالقی                 | محمود شاهرخی       | نوبهار آمده امسال به آیین دگر / کرده پیرایه در و دشت به آذین دگر                                         | ماهور          |
| شیر مادر                  | هادی منتظری                  | مهرداد اوستا       | در حریم آفرینش کردگار / می‌دهد روزی به هرکس آشکار                                                         | افشاری         |
| غازیان کربلا              | حسین بهروزی‌نیا               | علی معلم           | مهر اگر سردی فزاید، آذر اندر دی زنیم / ماه اگر گردن فرازد، اخگر اندر وی زنیم                             | ماهور          |
| شیرین‌حدیث                 | امیرفرشید رحیمیان            | مهدی الهی قمشه‌ای   | من می‌روم منزل به منزل سوی او / تا یابمش یا جان دهم در کوی او                                             | بیات اصفهان    |
| همای حرم عشق              | محمدعلی شکوهی                | سپیده کاشانی       | رهبرا از پی فرمان تو برخاسته‌ایم / باغ خاطر به گل مهر تو آراسته‌ایم                                        |                |
| نماز (نیایش)              | احمدعلی راغب                 | یاور همدانی        | چو شب دل ز باغ جهان برکَنَد / گُل صبحدم از افق سر زند                                                       | ماهور          |